# Psodopsis dognini
Psodopsis dognini là một loài bướm đêm trong họ Geometridae.